# Thergothon
Thergothon — финская дэт-дум-группа, просуществовавшая с 1990 по 1993 год и ставшая первопроходцем поджанра фьюнерал-дум. Они выпустили всего одно демо, Fhtagn nagh Yog-Sothoth (1991), и один альбом, Stream from the Heavens (1994). Их звучание было чрезвычайно медленным и погребальным, с длинными композициями, сочетающими тяжёлые гитарные риффы, чрезвычайно глубокий гроулинг и редкие мелодии соло-гитары. Группа распалась за год до выхода альбома, и её участники сосредоточились на других проектах.
Нико Сиркия и Йори Сьёрос основали This Empty Flow, что ознаменовало собой заметный стилистический отход от Thergothon. Проект начинался как своего рода шугейз-группа, вдохновлённая такими группами, как Slowdive, но в итоге перешёл в область трип-хопа.
В последнее время Сьёрос приобрел известность благодаря сочинению песен для популярной финской поп-рок-группы PMMP.
Сиркия, позже известный как Нико Скорпио, работает визуальным художником и записывает экспериментальную электронную музыку. Он также руководил звукозаписывающим лейблом Some Place Else.

## История
Группа была основана в 1990 году вокалистом Нико Скорпио, барабанщиком Йори Сьёросом и гитаристом Микко Руотсалайненом как дэт-металическая группа, но вскоре перешла в дум-метал. В начале 1991 года к группе присоединился Сами Кавери в качестве второго гитариста. Первая записанная позже демо-запись под названием Dancing in the Realm of Shades так и не была официально выпущена, и группа предприняла новую попытку в ноябре 1991 года. Это демо, названное Fhtagn nagh Yog-Sothoth, было выпущено в том же году ограниченным тиражом в 600 экземпляров и лицензировано для США и Польши. Весной 1992 года группа дала два концерта в Турку или его окрестностях, где исполнила крайне медленную версию песни Venom «In League with Satan». Сама группа посчитала концерты неподходящим способом презентации студийного материала.
Подготовка к дебютному альбому началась летом 1992 года. В то время группу покинул Сами Кавери, и группа полностью сосредоточилась на роли студийного коллектива, не выступая вживую и не репетируя. Из-за такой концентрации ролей и участников группы роли постепенно растворились, и участники группы обменялись инструментами и начали экспериментировать с новыми. После того, как осенью 1992 года группа подписала контракт с итальянским лейблом Obscure Plasma Records, две из шести песен на нём были новыми версиями песен Fhtagn-nagh Yog-Sothoth. Завершив запись и выбрав обложку для дебютного альбома, группа решила распасться весной 1993 года. Выход альбома был отложен до 1994 года и был крайне недооценён музыкальной прессой. Тем не менее, со временем он был продан тиражом в несколько тысяч копий по всему миру.
В 2009 году российский лейбл Solitude Productions выпустил трибьют-альбом под названием Rising of Yog-Sothoth: A Tribute to Thergothon, в который вошли работы таких групп, как Worship, Evoken, Asunder, Mournful Congregation, Colosseum и Officium Triste.

## Характеристики
Стиль
Музыка Thergothon была очень медленной, с чрезвычайно глубоким гортанным вокалом, тяжёлыми гитарными риффами, очень низко настроенными гитарами и небольшим количеством мелодий соло-гитары. Помимо дэт-метала, группа также сочетала в себе влияния таких стилей, как готик-рок, эмбиент и прогрессивный рок.
Лирика
Автор космических ужасов Г. Ф. Лавкрафт продолжал оказывать огромное влияние на всю их дискографию, о чём свидетельствуют такие произведения, как «Fhtagn nagh Yog-Sothoth» и «The Unknown Kadath in the Cold Waste». На вопрос, почему Мифы Ктулху так привлекали музыкантов, Скорпио ответил:
Конечно же, напряжённая атмосфера! Но не только ужас, гораздо больше. Мне всегда больше нравился его способ описания потустороннего и стиль нагнетания напряжения, скупо раскрывая тайну. А ещё есть далёкий звук проклятых флейт, который нужно воссоздать в этом мире, во славу Слепого Бога-Идиота...

## Дискография
Студийные альбомы
- Stream from the Heavens (1994)

Демо-записи
- Fhtagn nagh Yog-Sothoth (1991)